# Tupolev ANT-20
Tupolev ANT-20 Maksim Gorkij (russisk: Туполев АНТ-20 "Максим Горький") var et sovjetisk otte-motoret fly, der ved sin introduktion i 1930'erne var verdens største flyvemaskine. Flyets vingespan på 63 meter svarer til en moderne Boeing 747, og blev ikke overgået før end det amerikanske bombefly Douglas XB-19 blev introduceret i 1941 med et vingespan på 64,6 m.

## Oversigt
ANT-20 var designet af Andrej Tupolev, der anvendte den tyske flykonstruktør Hugo Junkers' oprindelige teknik for fremstilling af et fly i metal. Flyet blev konstrueret mellem den 4. juli 1933 og 3. april 1934, og blev i første omgang fremstillet i et enkelt eksemplar; senere blev fremstillet et yderligere eksemplar af typen. Flyet blev opkaldt efter Maksim Gorkij og navngivet ved fejringen af dennes 40 års jubilæum for dennes forfatterskab. ANT-20 er det største fly, der har anvendt Junkers' designidé med brug af bølget metal for flere af flyets komponenter, herunder skrogets overflade af bølget metal.
Maksim Gorkij var tiltænkt rollen som flagskibet i propagandaeskadrillen, “Maksim Gorkij Agiteskadril”, der fløj over Sovjetunionen og propaganderede for landets og den sovjetiske kommunismes fortræffeligheder. Til brug herfor var flyet udstyret med kraftige højttalere, der kaldtes “Stemmen fra Himlen” ("Голос с неба", (Golos s neba)), et trykkeri, et bibliotek, radiosendeudstyr, et mørkekammer til fremkaldelse af fotografier og en filmprojektor. Flyet var det første med en trappe, der kunne foldes ud og ind.
Flyet var det første, der benyttede både jævnstrøm og vekselstrøm. Det kunne adskilles og transporteres på jernbane, såfremt der var behov for det. Flyet satte adskillige rekorder for sin lasteevne.

## Nedstyrtningen i 1935
Den 18. maj 1935 fløj Maksim Gorkij en opvisningsflyvning over Moskva. Under opvisningen fløj tre mindre fly (en Tupolev ANT-14, R-5 og en I-5) tæt på Maksim Gorkij for at illustrere flyets enorme størrelse. Det ene fly, jagerflyet I-5, foretog en række loop-manøvrer rundt om Maksim Gorkij. Under det tredje loop kolliderede de to fly, og Maksim Gorkij styrtede ned i et beboelsesområde vest for den nuværende metrostation Sokol. 45 personer omkom ved styrtet, herunder jagerpiloten, de to piloter på Maksim Gorkij, de 33 passagerer på flyet og 9 personer på jorden.

## ANT-20bis
Året efter styrtet blev produceret et nyt fly stort set identisk med det første, ANT-20bis, som blev taget i brug i 1938. Det nye fly var dog udstyret med kraftigere motorer, seks Mikulin AM-34FRNV motorer. I december 1940 blev monteret to yderligere Mikulin AM-35-motorer. ANT-20bis blev anvendt af Aeroflot som transportfly mellem Rusland og Uzbekistan. Flyet styrtede ned den 14. december 1942, da flyets pilot havde givet en passager lov til at flyve flyet fra pilotens sæde. Passageren kom til at slå autopiloten fra, hvorefter flyet fra en højde af 500 meter styrtede mod jorden, hvorved alle 36 ombordværende blev dræbt.